# 거울

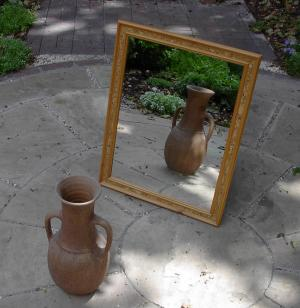
거울에 비친 꽃병.

거울은 반사 현상을 이용하여 물체의 모양을 비추어 보는 도구이다. 일반적으로 투명한 유리 뒤쪽에 아말감을 바르고 그 위에 습기를 막는 연단을 칠해서 만든다. 종류로는 평면 거울, 볼록 거울, 오목 거울이 있다.

## 역사
반사 현상이 일어나는 것은 모두 거울이 될 수 있다. 인류가 사용한 최초의 거울은 정적인 수면이었다. 고대에서의 청동 거울은 제사의 도구로서, 제정일치 사회에서 제사장의 권력을 상징 무구였다. 일본 천황의 삼종신기에서도 거울이 포함되어 있다.
도구로서의 거울은 오랫동안 가정용품과 장식용품으로 사용되었다. 옛날에는 은, 청동, 철등 금속의 표면에 매끈하게 광을 내어 사용하다가, 3세기의 등장한 유리를 덧대 만든 거울이 13-14세기 무렵부터 유행하여 16-17세기에 전유럽에 퍼졌다.

## 과학적 원리

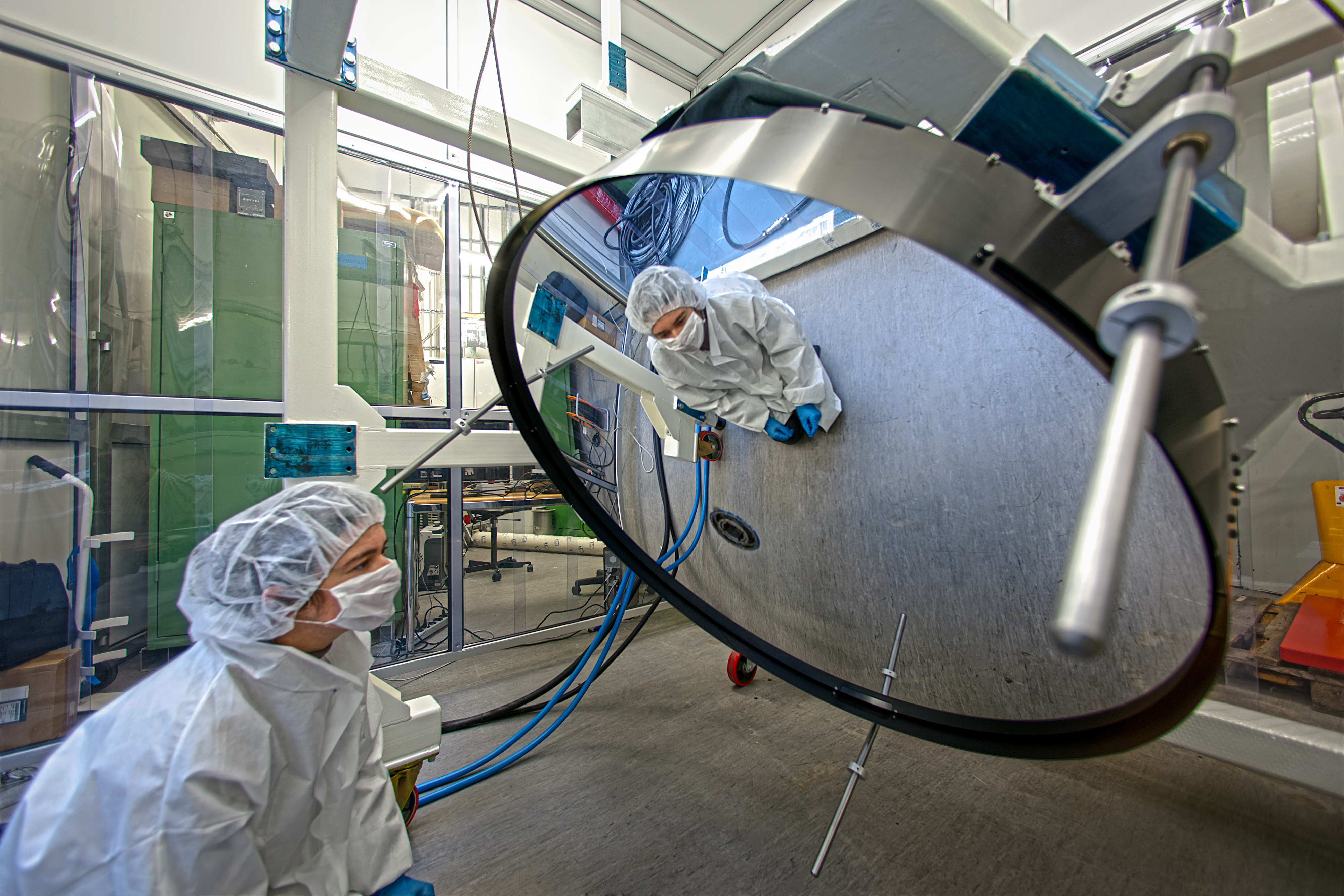
평면보다 더 많은 빛의 정보를 담아내는 볼록거울

거울은 거울의 표면에 대해서 입사각과 반사각이 같다. 즉, 거울에 수직되게 빛을 비추면, 수직되게 빛이 돌아오고, 빛을 기울여서 비추면 빛이 기울어진 각도로 반사가 된다. 이를 반사의 법칙이라고 한다. 모든 거울은 이 반사의 법칙을 따른다. 거울에 비친 모습은 오른쪽과 왼쪽이 뒤집힌 모습이 된다.
거울의 표면을 어떻게 다듬느냐에 따라 거울의 특성이 달라진다. 거울을 오목하게, 움푹 패이게 만들면 거울을 향해 빛을 쐈을 때, 한 점으로 빛이 모이는 것을 확인 할 수 있다. 반대로, 거울을 볼록하게 만들면 거울을 향해 빛을 쏘았을 때, 모두 밖으로 흩어지는 것을 볼 수 있다.
거울의 빛의 경로는 가역적이기 때문에 오목거울에서 빛이 모였던 점에 광원을 두면, 한 방향으로 빛이 나오게 되고, 볼록거울에서 빛이 흩어진 곳에서 거울을 향해 빛을 쏘개 되면, 처음에 볼록거울에 쏘았던 곳에서 빛을 볼 수 있다.
오목거울은 앞에서 보는 사람 입장에서 모아진 빛이 흩어지게 하고, 볼록거울은 흩어진 빛을 모으는 역할을 하기 때문에, 오목거울을 볼 때는 실제보다 작은 모습을 보게 되고, 볼록거울을 볼 때는 실제보다 큰 모습을 보게 된다.
평면거울은 상과 물체가 같은 크기를 갖는다. 평면거울에서 상과 물체는 대칭성을 갖기 때문에, 평면거울에서 상까지의 거리는 평면거울에서 물체가 떨어진 거리와 같다.
이전에 서술했듯이, 오목거울은 빛을 모으는 역할을 하기 때문에, 볼록렌즈와 비슷한 성질을 공유한다. 오목거울의 상은 물체와 초점의 거리에 따라 실상과 허상으로 나뉘어지는데, 물체가 거울로부터 초점거리보다 먼 곳에 있는 경우 실상이 맺힌다. 실상은 실제로 비치는 상이기 때문에 스크린을 설치했을 때, 상의 모습을 관측할 수 있다. 물체가 거울로부터 초점거리보다 가까이 있는 경우 허상이 맺힌다. 허상은 우리의 눈은 있다고 착각하고 있는 가상의 광선으로 만들어진 상이기 때문에 스크린으로 상의 모습을 관측하기는 커녕, 스크린을 두는 것 자체가 가능하지 않다. 볼록거울의 경우 모든 상이 허상이다.
상은 기하광학으로 쉽게 작도할 수 있다. 다음은 상 작도를 위한 기본적인 작도법이다. 물체는 광원으로 본다.
- 물체에서 나온 빛(광선)은 수평하게 거울을 닿는다. 닿는 거울면의 각도에 따라 반사의 법칙에 맞춰 반사되는 광선을 그린다.
- 물체에서 나온 빛은 초점을 지난다. 초점을 지난 빛이 거울에 닿으면 거울면의 각도에 따라 반사의 법칙에 맞춰 반사되는 광선을 그린다.
- 물체에서 나온 빛은 거울의 중심에 닿는다. 축에 수직되는 면을 갖는다고 가정하는 거울의 중심은 축 상에 존재한다고 생각하므로, 축에 대칭하여 반사되는 광선을 그린다.
- 반사된 광선들이 교차하는 점을 찾는다. 그 점이 그 물체의 상점이다. 이렇게 만들어진 상은 실상이다.
- 교차하는 점이 존재하지 않는다면, 각각의 반사되는 반직선의 광선을 진행하는 반대방향으로도 그린다. 교차하는 점을 찾는다. 그 점이 그 물체의 상점이다. 그리고, 이렇게 만들어진 상은 허상이다.

실상은 스크린에 비쳐지기 때문에 상을 물체로 보는 다른 광학계를 사용할 수 있다.
위의 설명은 아주 이상적인 거울에서 이상적인 방향으로 서술한 경우로, 수차를 고려하지 않는 거울이다. 일반적으로 오목거울과 볼록거울은 구형에 가깝다고 설명하지만, 이 경우 거울의 경계에서 구면수차가 발생하게 된다. 실제로 오목거울을 설계할 때, 상황에 따라 포물거울이 고려되고, 안전 반사 거울을 만들 때 쌍곡선거울로 디자인한다.
거울에 입사하는 광선은 거울면에 따라 광선의 방향이 바뀐다. YZ평면 상에 존재하는 거울에 대해서 3벡터로 주어진 광선은 다음과 같이 방향이 바뀐다.
{\displaystyle {\begin{pmatrix}x\\y\\z\end{pmatrix}}\to {\begin{pmatrix}-x\\y\\z\end{pmatrix}}}
이를 이용해 서로 직교하는 거울 3개로 모든 광선을 입사한 방향과 반대되는 방향으로 반사시키는(도립상) 거울을 만들 수 있다. 잠망경은 평행한 평면 위에 존재하는 두 거울을 적절히 배치해 만든 광학계로 볼 수 있다.
거울에 비친 상은 물체에 대해 면대칭이다. 이를 과학적인 용어로 카이랄성이라고 부른다. 거울을 지날 때마다 상의 기하학적 위치에 따라 상이 반전된 방향이 달라지기 때문에, 평면거울 2개를 사용하여 반전되지 않는 상을 얻을 수 있다.

### 재료
거울에는 가시광선에서의 반사율이 높은 물질이 필요하다. 이는 대게 금속인 경우가 많다.
금속이 반사율이 높은 이유는 금속의 특성에 있다. 금속의 경우 전도율이 높은데, 이는 금속의 결정구조가 다른 물질과 달리, 이온 상태의 원자핵들이 격자형태로 결합하고 있기 때문이다. 금속은 최외각 전자를 쉽게 주는 구조로 되어 있다. 이 때문에 금속원자는 쉽게 전자를 얻을 수 있고, 금속원자는 서로 모이기 쉽게 된다. 이를 금속 결합이라고 한다.
금속 결합이 된 금속은 표면에는 자유 전자가 다닌다. 자유 전자는 쉽게 에너지를 얻고 쉽게 에너지를 잃기 때문에, 금속 표면에 크지 않은 광자에너지를 가지고 있는 빛을 쏘면 자유 전자가 들뜨고, 곧바로 에너지를 잃는다. 이 과정에서 잃은 에너지는 광자 형태로 전환된다. 이 광자는 전자가 얻은 광자하고 같기 때문에, 빛이 금속에 들어오면 그 빛과 같은 파장의 빛이 나오게 된다.

#### 금속의 색깔이 다른 이유
금의 경우 은이나 철과 달리 반사되는 색깔이 다르다. 이는 상대론적 양자화학으로 설명된다. 상대론적 양자화학에서 금속의 색깔은 상대성 이론과 오비탈을 사용해 설명한다. 전자가 빛의 속력에 가깝게 운동하면 전자의 유효질량은 상대론적 질량으로 기술되는데, 이로 인해 금의 5d 오비탈이 커지고, 6s 오비탈이 작아진다. 따라서 상대론적 효과를 무시했을 때 금의 d-s 오비탈에서의 에너지가 달라지고 전자가 전이할 때 보라색에서 파란색의 영역의 빛을 흡수해서, 금은 노란색에 가까운 색을 띄게 된다.

## 무한 거울
또한 이와는 달리 거울과 거울을 서로 비춤으로써 무한하게 뻗어가는 공간감을 빛을 이용하여 그 거울 표면에 결상(結像)하게 할 수도 있다. 이 경우  거울은 무한 반복으로 상대편 거울을 반사하여 상을 만들게 되는데 이러한 현상으로 터널 속처럼 보이는 무한 반사를 볼 수 있다.
|                                                         |
| 2개 이상의 거울이 만들어 내는 무한 반사에 의한 터널현상 |

## 같이 보기
- 렌즈
- 만곡형 거울
- 반사
- 정반사
- 돋보기
- 비너스 효과
- 만화경
- 카스그랭식 망원경